# Arthur Saint-Léon
Arthur Saint-Léon, egentligen Arthur Michel, född 17 september 1815 eller 1821 i Paris, Frankrike, död 2 september 1870 i Paris, var en fransk balettdansör och koreograf.
Saint-Léon fick sin grundläggande skolning i Stuttgart innan han avlade balettexamen i Paris. Han kom med tiden att uppträda på scener över hela Europa, bland annat i Milano, Wien, London och Paris. Hans danspartner var den italienska ballerinan Fanny Cerrito, som senare blev hans hustru.
Saint-Léon var även en framstående koreograf och skapade bland annat baletterna La Vivandière (1844), Violon du diable (1849) och Coppélia (1870).

## Baletter
- La Vivandière (1844)
- La Fille de marbre (1847)
- Le Violon du diable (1849)
- Stella (1850)
- Pâquerette (1851)
- Le Lutin de la vallée (1853)
- Le Danseur du roi (1853)
- La Rosière (1854)
- Lia la bayadère (1854)
- La Perle de Séville (1861)
- Fiammetta (1864)
- Le Petit Cheval bossu (1864)
- La Source (1866)
- Le Poisson doré (1866)
- Coppélia (1870)